# ハイエナ (パチスロ)
ハイエナとは、パチンコやパチスロで期待値が低い部分は他人に打ってもらい、自分は大当たりの可能性の高いおいしいところだけを打つ立ち回りのことである。
露骨なハイエナ行為は、店によっては「迷惑行為」として「出入り禁止」となる場合がある。

## 解説

### パチスロ
パチスロ0号機、1号機、1.5号機はほとんどの機種に天井が存在し、一定以上の投資をすると、「救済処置」としてボーナスフラグが立つようになっていた。また、ボーナスゲーム終了後の一定ゾーンは高確率でボーナスゲームが当たる連チャンゾーン（現在のCTゲーム）が用意されていた。そのため、この天井や連チャンゾーンを狙うプレイヤーが増え、他の肉食獣が獲得した獲物を漁るハイエナに例えて呼ばれるようになった。
吸い込み方式が廃止され、リーチ目が登場した後では、リーチ目が難解でボーナス告知もない機種で、ボーナスフラグが成立していることに気づかずに遊技をやめてしまったプレイヤーの後でプレイし、ボーナスを獲得する行為も見られた（この間も「裏モノ」と呼ばれる改造機ではボーナスの可能性の高いゾーンが設定されている台があったため、それを狙うプレイヤーもいた）。
4号機のサイレントストック機能を使った機種では放出テーブルによってストックを放出する確率が高いゾーンが存在するので、そのゾーンに滞在している可能性があるゲーム数や、そのゾーンに近いゲーム数でやめた台、または天井ゲーム数に近い台を渡り歩くこともハイエナと呼ばれる。
5号機に移行した後、4号機のストック機で見られた天井ゲーム数到達でのボーナスゲームの放出が不可能になったため、パチスロのハイエナは下火になった。しかし一部機種において天井は存在し、天井ゲーム数到達でリプレイタイム（RT）やアシストリプレイタイム（ART）、もしくはそのチャンスゾーンに突入するため、これを狙うプレイヤーもいる。

### パチンコ
1990年代のパチンコ機の中には、乱数テーブルに意図的に大当たりの連荘が起こりやすいゾーンを設けていた機種があり（ブラボーキングダムなど）、そういったゾーンにある台を狙う行為があった。
その後の規制によりこの種の台はなくなったが、2000年代になると確率変動を意図的に告知しない「潜伏確変」を搭載する機種が登場するようになった。この場合液晶演出上は通常と同じでも、実際は確変状態にあるということがあり、確変潜伏状態にある台を狙うハイエナ行為が生まれた。
2006年1月前後から始まったパチンコの「潜伏確変台」ラッシュは、潜伏台拾いのみで生活するエナ専（ハイエナ専業）という存在を生んだ。彼らは一日中パチンコ店を徘徊し、潜伏状態の台があれば張り付き、潜伏状態のまま客が退席すると同時に台を確保する。
しかし、現在は常時確変告知をする機種がとても少なく、各メーカーも確変を捨てさせない演出を搭載しつつあるので、ハイエナは難しい。

## 対策法
- 遊技台の特徴を知る（連チャンゾーンを消化した後に出されたのなら、運が悪かったと諦める）。
- ハイエナが発生しやすい状況は基本的には大当たり後の即やめといわれる。

### パチスロでの例
パチスロにおいてリプレイタイム（RT）機能やボーナスストック（ST）機能、アシストタイム（AT）機能などを搭載している機種では、大当たり後数十ゲームから百数十ゲームほどプレイしてしばらく様子を見なくてはならない。
北斗の拳の前兆状態（32ゲーム以内のボーナス放出確定状態）を例に挙げると、ボーナス放出のフラグが立つ可能性が強い小役（スイカ・中段チェリー・レアリプレイなど）が成立した際は潜伏状態の最大ゲーム数である32ゲーム回してからの遊技終了が好ましいとされる。
※ただし、内部でのモード（高確率・低確率など）などで当選確率が変化し、液晶上やリール消灯などの演出頻度も変化するため、期待度の高いモードを捨てないためには臨機応変に対応しなくてはならない。

### パチンコでの例
- ブラボーキングダムでの基準は、「肩チャッカー」入賞、「役物球バサミ」後「空リーチ」4回以上（プレイヤーの勘に頼るところもある）。飛ばされた先の乱数グループ位置も推定できたようだが、次回の連チャンゾーンを狙うかどうかは、出玉や所持金で判断することになる。乱数1グループ飛ばすのに平均3000円かかる。この場合次回連チャンゾーンまで15000円以内と想定されるならプレイ続行。

- 潜伏確変を搭載している機種でも、確変中または確変大当たりの時に台の状態をLEDなどで表示している。このLEDの点灯パターンを覚えることにより、潜伏確変を見逃すことを防げる。

現在の潜伏確変台の見分け方は大きく分けて3つある。
- 「常時判別」・・・確変状態になると、盤面のランプが点灯し続ける。判別は容易だが、最近は減少している。銀河鉄道物語、五右衛門、鬼浜など
- 「演出判別」・・・確変状態になると、通常状態に比べて演出が変化したり、ある特定の演出の出現確率が上がることを利用して判別する。侍ジャイアンツ、萌えよ剣、花の慶次、ゴジラなど
- 「ランプorセグ判別」・・・大当たりラウンド中の盤面ランプ（LED）の色や配列、または盤面セグのパターンで、大当たり後が確変か通常かを判別する。新大江戸日記、ピンクレディー、プロゴルファー猿、覇ロードなど

常時判別はいつでも判別可能だが、ランプ、セグは大当たりラウンド中、または突然確変突入時の一瞬にのみ判別可能なので、常時判別出来る機種以外で潜伏確変台を拾うことはほぼ不可能。
ランプやセグの情報は、台の導入と前後してパチンコ情報誌に掲載されることがあるため、雑誌をチェックしていれば、潜伏確変台を捨ててしまう可能性は低くなる。